# Pittore della Danzatrice di Berlino
Pittore della Danzatrice di Berlino (o soltanto Pittore della Danzatrice) (fl. 430 a.C. / 410 a.C.) è il nome convenzionale adottato per un ceramografo apulo a figure rosse.

## Attività
È considerato uno dei primi pittori di vasi apuli ma la stretta connessione con la ceramica attica fa supporre possa essere stato formato in questa regione greca se non addirittura originario di Atene ed emigrato a Taranto.
Il nome convenzionale dal cratere a calice F 2400 nella Antikensammlung di Berlino. Un'anfora raffigurante Briseide e Achille si trova nel Museo archeologico provinciale Sigismondo Castromediano di Lecce (inv. 571); l'unico cratere a colonnette attribuitogli rappresenta Achille all'inseguimento di Troilo e si trova nel Museo Leone di Vercelli (inv. 580/57). Gli è attribuito anche un altro cratere  conservato nel Rhode Island School of Design Museum di Providence (inv. 22.215) raffigurante una centauromachia;  la pelike della National Gallery of Victoria a Melbourne (inv. 1391-D5) mostra invece un'amazzonomachia.